# Nadbiskupijski arhiv u Zagrebu
Nadbiskupski arhiv u Zagrebu arhiv je Zagrebačke nadbiskupije.
Postoji od utemeljenja Zagrebačke biskupije 1094. godine, pa do danas. Arhiv je od 1996. pod upravom Hrvatskog državnog arhiva. Tada je Zagrebačka nadbiskupija predala u pohranu Hrvatskome državnom arhivu svoju arhivsko
(arhiv Zagrebačke nadbiskupije 1134. – 1945.;  Kaptolski arhiv Zagreb 1181. – 1945.; arhiv Čazmanskoga kaptola 1232. – 1945. i arhiv Prebendarskoga zbora zagrebačkog 1777. – 1945.) i knjižno Knjižnica Metropolitana) gradivo.
Unutar Hrvatskoga državnog arhiva spomenuto gradivo čini zasebni odjel - Depozit Zagrebačke nadbiskupije.  Ovo gradivo dragocjen je izvor za istraživanje crkvene uprave, položaja Zagrebačke (nad)biskupije unutar Crkve, njezinih povijesnih granica, političke uloge biskupa i potom nadbiskupa, gospodarske uprave biskupskim posjedima i kulturno-znanstvene djelatnosti pojedinih biskupa.

## Poveznice
- Odjel Nadbiskupijskoga arhiva u Zagrebu, www.arhiv.hr (pristupljeno 22.11.2012)  Arhivirana inačica izvorne stranice od 14. kolovoza 2012. (Wayback Machine)